# Gordon Thomas
Gordon Thomas (Gales, 21 de febrero de 1933 - Bath, 3 de marzo de 2017), fue un autor galés que ha escrito 53 libros publicados alrededor del mundo con especial énfasis en temas de espionaje de las más reconocidas agencias de inteligencia a nivel mundial. 
Ha ganado los premios de la crítica y del jurado en el festival de Cine de Montecarlo, el premio Edgar Allan Poe y tres menciones de la Mark Twain Society por su labor en el periodismo de investigación.

## Obras
Gordon Thomas ha vendido cerca de 45 millones de libros en todo el planeta. Entre sus libros más famosos destacan: 
- El Espía del Mossad
- Semillas de Odio
- Las Torturas Mentales de la CIA
- Mossad, La Historia Secreta (1999)
- Enola Gay
- El Juicio
- Las Armas Secretas de la CIA
- Al Servicio de su Majestad[1]